# Orocrambus corruptus
Orocrambus corruptus là một loài bướm đêm trong họ Crambidae.